# Diego (álbum)
Diego  es el primer álbum de estudio del actor y cantante mexicano Diego Boneta, quien por entonces era apenas conocido como Diego. 
El álbum fue lanzado en el 2005 en México y en el 2006 se publicó  una reedición especial con algunos bonus tracks y una portada diferente. Durante el año 2006 debido a su popularidad por su participación en  la telenovela Rebelde, el álbum también se publicó en Brasil en una edición especial con los temas traducidos al portugués y una portada diferente, en Estados Unidos y Chile se publicó su edición estándar original en español, por último esta misma edición fue editada  también en España y Rumania, solo con portada diferente, similar a la brasileña.
El primer sencillo Responde fue un éxito comercial en México y países de Sudamérica, principalmente Chile y Brasil, en este último además se publicó como single promocional una versión en portugués del mismo, como segundo sencillo se desprendió la balada Más, que obtuvo un éxito similar a su anterior sencillo en México, mientras que en Brasil se publicó su versión en portugués, obteniendo un éxito moderado. por su parte el álbum obtuvo un rendimiento comercial bueno en México, Brasil, Chile y Estados Unidos, así como moderado en Rumania. 

## Lista de canciones

### Diego (Edición Estándar)
1. "Solo Existes Tú"
2. "Responde"
3. "Más"
4. "La Solución"
5. "No Quiero"
6. "Mi Revolución"
7. "Siempre Te Amaré"
8. "Mientes"
9. "Me Muero sin Ti"
10. "Te voy a Encontrar"
11. "Desde Que Estás Aquí"

### Diego(+D) Más (Edición Especial México 2006)
Edición Especial[Bonus Tracks]
1. "Más" [Versión Acústica]
2. "Más" [Remix]
3. "Responde" [En Portugués]
4. "Más" [En Portugués]
5. "Siempre te amaré" [En Portugués]

### Diego (Edição Brasil)
1. "Quero só você"
2. "Responde"
3. "Mais"
4. "Não vai ser fácil"
5. "Revolução"
6. "Sempre te amarei"
7. "Mente"
8. "Não posso viver sem você"

Bonus tracks en español
1. "La Solución"
2. "Te voy a encontrar"
3. "Desde que estás aquí"

## Certificaciones
| País           | Organismo certificador | Certificación | Ventas certificadas | Ref. |
| -------------- | ---------------------- | ------------- | ------------------- | ---- |
| Brasil         | Pro-Música Brasil      | 1× Oro        | 20 000              |      |
| Chile          | IFPI (Chile)           | 1× Oro        | 5 000               |      |
| Estados Unidos | RIAA (Latín)           | 1× Oro        | 80 000              |      |
| México         | AMPROFON               | 1× Oro        | 30 000              |      |
| Rumania        | UFPR                   | ---           | 2 800               |      |

- Datos: Q3281197